# Erzincan
Erzincan (kurdisch Erzingan, armenisch Երզնկա Ersnka) ist eine Stadt und Verwaltungssitz der gleichnamigen Provinz Erzincan im Osten der Türkei. Gleichzeitig ist sie auch Zentrum des zentralen Landkreises (Merkez).

## Lage und Verkehr
Der Landkreis liegt im Zentrum der Provinz und grenzt im Westen an die Kreise Refahiye und Kemah sowie im Osten an die Kreise Çayırlı und Üzümlü. Weiterhin bilden im Norden die Provinz Gümüşhane und im Süden die Provinz Tunceli die Grenze.
Erzincan liegt auf dem Hochland Ostanatoliens in einer weiten Ebene am Nordufer des Flusses Karasu, der westwärts fließend einen Quellfluss des Euphrat bildet. An ihrer Nordseite wird die Ebene vom bis zu 3549 Meter hohen Gebirgszug Esence Dağları begrenzt, im Süden sind die ebenso steilen Vorberge des 3462 Meter hohen Munzur Dağları zu sehen. Durch die Talebene führt die Autobahn E 80 etwa zwei Kilometer südlich der Stadt vorbei, die Sivas, etwa 250 Kilometer westlich, mit Erzurum, 190 Kilometer östlich verbindet. Die nächstgelegene Kleinstadt in dieser Richtung ist Tercan. Nach Divriği (und weiter nach Sivas) besteht zwar eine kurvenreiche Bahnverbindung im Tal des Euphrat, der hier Fırat Nehri heißt, aber keine ausgebaute direkte Straßenverbindung. Ostwärts führt die Eisenbahnstrecke über Erzurum bis Kars. Hier verkehrt der von Istanbul kommende Doğu Ekspresi. Die Schnellstraße nach Elazığ umgeht das Mercan-Gebirge und zweigt 35 Kilometer östlich der Stadt vom Tal des Karasu nach Süden ab.
Rund 18 Straßenkilometer südlich der Stadt liegt der Ergan Dağı, ein über 3000 Meter hoher Berg mit einem Skigebiet, das über eine Seilbahn von der Talstation Yaylabaşı erreichbar ist. Die Zwischenstation Yaylagöl ist auch mit dem PKW erreichbar. Dort befinden sich Restaurants und ein Hotel.
Der Flughafen Erzincan-Yıldırım Akbulut liegt acht Kilometer südöstlich nahe der Gemeinde Yoğurtlu. Es gibt regelmäßige Verbindungen nach Ankara und Istanbul, in den Sommermonaten auch nach Izmir.
Im September 2018 wurde mit dem Bau einer ersten, 24 Kilometer langen Straßenbahnlinie begonnen, die vom Flughafen zum Bahnhof, quer durch die Innenstadt und zur Universität führen soll.

## Landkreis
Der Landkreis Erzincan besteht neben der Kreisstadt aus zwei weiteren Gemeinden (Belediye): Çağlayan mit 1745 und Mollaköy mit 1464 Einwohnern. Des Weiteren gehören 59 Dörfer (Köy) mit durchschnittlich 199 Bewohnern zum Landkreis. Gümüştarla ist mit 1168 Einwohnern sowohl das bevölkerungsreichste als auch das einzige Dorf mit mehr als 1000 Einwohnern.

## Bevölkerung
Ende 2020 war Erzincan mit 160.786 Einwohnern der bevölkerungsreichste Landkreis in der gleichnamigen Provinz. Die Bevölkerungsdichte liegt mit 106 Einwohnern je Quadratkilometer über dem Provinzdurchschnitt (20 Einwohner je km²) und ist die höchste innerhalb der Provinz.

### Bevölkerungsentwicklung

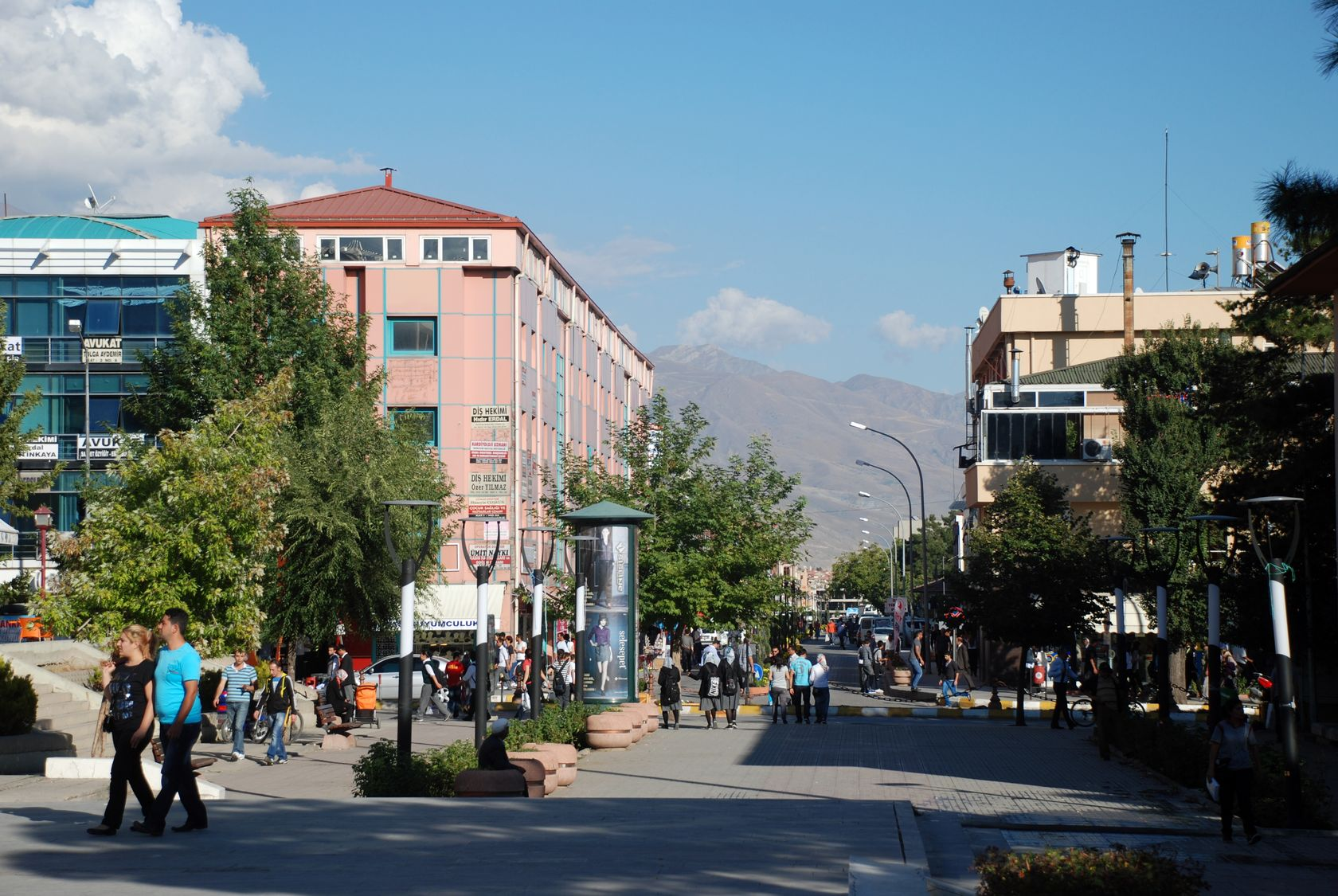
Fußgängerzone im westlichen Zentrum

Nachfolgende Tabelle zeigt den vergleichenden Bevölkerungsstand am Jahresende für die Provinz, den zentralen Landkreis und die Stadt Erzincan sowie den jeweiligen Anteil an der übergeordneten Verwaltungsebene. Die Zahlen basieren auf dem 2007 eingeführten adressbasierten Einwohnerregister (ADNKS).

| Jahr | Provinz | Landkreis | Landkreis | Stadt | Stadt   |
| Jahr | real    | %         | real      | %     | real    |
| ---- | ------- | --------- | --------- | ----- | ------- |
| 2020 | 234.431 | 68,59     | 160.786   | 90,72 | 145.859 |
| 2019 | 234.747 | 68,67     | 161.191   | 90,33 | 145.600 |
| 2018 | 236.034 | 66,71     | 157.452   | 89,56 | 141.018 |
| 2017 | 231.511 | 68,93     | 159.589   | 60,25 | 96.159  |
| 2016 | 226.032 | 68,16     | 154.068   | 62,47 | 96.248  |
| 2015 | 222.918 | 68,40     | 152.477   | 62,70 | 95.596  |
| 2014 | 223.633 | 67,02     | 149.879   | 65,23 | 97.759  |
| 2013 | 219.996 | 66,77     | 146.893   | 65,98 | 96.914  |
| 2012 | 217.886 | 66,34     | 144.545   | 66,74 | 96.474  |
| 2011 | 215.277 | 65,97     | 142.009   | 66,61 | 94.598  |
| 2010 | 224.949 | 66,42     | 149.422   | 68,38 | 102.173 |
| 2009 | 213.288 | 64,50     | 137.569   | 65,49 | 90.100  |
| 2008 | 210.645 | 64,33     | 135.511   | 63,50 | 86.051  |
| 2007 | 213.538 | 65,68     | 140.258   | 61,87 | 86.779  |

### Volkszählungsergebnisse
Zu den Volkszählungen liegen folgende Bevölkerungsangaben über die Stadt, den Kreis, die Provinz und das Land vor:
| Region                   | 1965       | 1970       | 1975       | 1980       | 1985       | 1990       | 2000       |
| ------------------------ | ---------- | ---------- | ---------- | ---------- | ---------- | ---------- | ---------- |
| Stadt (Şehir)            | 45.197     | 58.352     | 60.351     | 70.982     | 82.616     | 91.772     | 107.175    |
| zentraler Kreis (Merkez) | 192.527    | 120.468    | 126.088    | 141.964    | 160.837    | 149.837    | 170.858    |
| Provinz (İl)             | 258.586    | 276.122    | 283.683    | 282.022    | 299.985    | 299.251    | 316.841    |
| Türkei                   | 31.391.421 | 35.605.176 | 40.347.719 | 44.736.957 | 50.664.458 | 56.473.035 | 67.803.927 |

## Geschichte

### Antike und Spätantike
Die Region gehörte in der zweiten Hälfte des 2. Jahrtausends v. Chr. zum hethitischen Reich, jedoch wurde bis heute keine hethitische Siedlung gefunden. Sagona will Erzincan mit Urussa gleichsetzen, dies beruht jedoch auf der veralteten Gleichsetzung von Kizwatna/Kizzuwatna mit dem Pontusgebiet.
Nach dem Niedergang der Hethiter herrschten hier ab 900 v. Chr. die Urartäer. Im Jahre 1953 wurden in der Nähe der Stadt bei einer Grabung urartäische Funde gemacht. 600 v. Chr. erlangten die Meder die Oberherrschaft über Erzincan. Die Schlacht zwischen dem Mederkönig Kyaxares II. und den Lydern hat sich wohl in der Gegend um Erzincan abgespielt. Ab 550 v. Chr. wurden die Meder von den Persern abgelöst.
Im Jahr 70 v. Chr. unternahmen die Römer Feldzüge nach Ostanatolien und eroberten Erzincan. Aber kurze Zeit später (68 v. Chr.) konnte das Königreich Pontos das Gebiet um Erzincan den Römern abnehmen. In den folgenden Jahrhunderten gehörte Erzincan zu dem Gebiet, das zwischen dem Römischen Imperium bzw. dem Byzantinischen Reich und den iranischen Reichen der Parther und Sasaniden umkämpft war. Im Jahr 629 eroberten die Byzantiner unter Kaiser Herakleios Erzincan.

### Islamische Zeit
Während der islamischen Expansion konnte der arabische Feldherr Habib bin Mesleme Erzincan im Jahre 655 erobern. Mit dem Niedergang der Sasaniden kämpften jetzt die Byzantiner gegen die Araber in Ostanatolien. So musste 859 der Statthalter der Abbasiden in Malatya Omar bin Abdullah das Gebiet um Erzincan wieder von den Byzantinern zurückerobern.
Als im 11. Jahrhundert die Türken nach Anatolien kamen, schlugen diese unter König Alp Arslan 1071 die Byzantiner in der Schlacht bei Manzikert. Durch diesen Sieg konnten sich die Türken dauerhaft in Anatolien ansiedeln. Einer der Generäle Alp Arslans, Mengücek Ahmet Ghazi, erkundete und eroberte unter anderem das Gebiet von Erzincan. Er herrschte bald über das Gebiet von Erzincan, Kemah, Divriği und Şebinkarahisar. Kemah wurde sein Hauptsitz.
Seine Nachfolger begründeten das Beylik der Mengücek, das bis 1228 existierte. Unter den Herrschern der Mengücek und ganz besonders unter Fahrettin Bahram Schah, der zwischen 1165 und 1225 herrschte und Schwiegersohn des seldschukischen Sultans Kılıç Arslan II. war, erlebte Erzincan eine wirtschaftliche und kulturelle Blüte. Mit der Eroberung von Erzincan und Kemah beendete 1228 Kai Kobad I. die Herrschaft der Mengücek. Kai Kobad I. kämpfte wenig später 1230 in der Schlacht von Yassı Çemen in der Nähe von Erzincan gegen den letzten Choresm-Schah Dschalal ad-Din, der auf der Flucht vor den Mongolen mit seinem Gefolge nach Anatolien kam. Kai Kobad I. ging als Sieger aus der Schlacht hervor.
1240 eroberten die mongolischen Ilchane Erzurum und rückten auf Erzincan vor. 1243 besiegten sie die Seldschuken unter Kai Chosrau II. bei der Schlacht vom Köse Dağ. Die große armenische Gemeinde erlangte unter den Mongolen ab etwa 1260 eine gewisse Selbstbestimmung und die Wirtschaft blühte während dieser Zeit. Die Vertreter der Ilchane machten sich wenig später selbständig und gründeten 1335 das Beylik Eretna, das auch Erzincan umfasste. Handelsbeziehungen mit Venedig zeigen, dass Erzincan zumindest noch im gesamten 14. Jahrhundert wirtschaftlich erfolgreich war, die Waren wurden vom Mittelmeer über Malatya und Arapgir hertransportiert. Es dürften eine größere Zahl Europäer in der Stadt gelebt haben, die zum Zentrum eines großen Emirats geworden war.
Erzincan war im 14. Jahrhundert ständig zwischen den lokalen Fürstentümern, die teilweise die Unterstützung anderer großer Staaten hatten, umkämpft. Später erhoben sowohl die Osmanen als auch Timur Anspruch auf Erzincan. Timur besiegte die Osmanen unter Bayezid I. 1402 in der Schlacht bei Ankara und konnte so über den größten Teil Anatoliens regieren. Von 1402 bis 1410 hielten die Timuriden die Stadt in ihrem Besitz.
Die Osmanen konnten erst unter Fatih Sultan Mehmed II. wieder an Einfluss gewinnen. Zwischenzeitlich nahmen die Qara Qoyunlu 1419 Erzincan ein. 1455 eroberte Uzun Hasan die Stadt und die Qara Qoyunlu wurden von den Aq Qoyunlu verdrängt. Als am 11. August 1473 die Osmanen unter Mehmed II. Uzun Hasan bei der Schlacht von Otlukbeli besiegten, kam Erzincan unter osmanische Herrschaft.
1502 errichtete der erste Safawiden-Schah Ismail in Erzincan ein Hauptquartier. Die Safawiden mussten jedoch nach der Schlacht bei Tschaldiran 1514 Ostanatolien und damit auch Erzincan räumen, so dass die Osmanen wieder Erzincan kontrollierten und es zur Hauptstadt eines Eyâlets machten. Süleyman I. besuchte die Stadt zweimal, zum ersten Mal 1534, als er gegen Täbris, die Hauptstadt der Safawiden, zog und ein weiteres Mal 1540, als er wieder gegen den Iran zog.

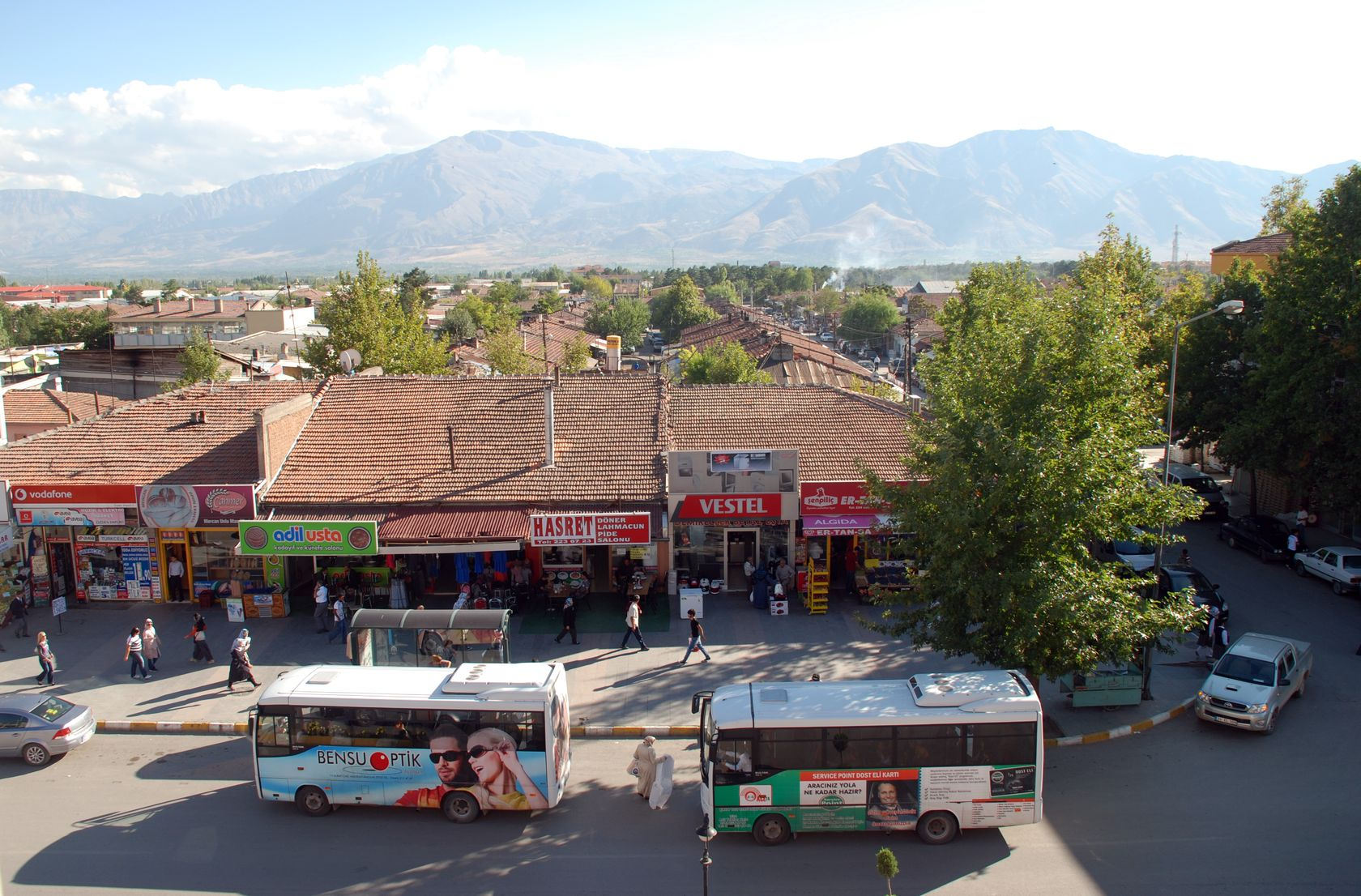
Über Hauptgeschäftsstraße und zentrale Wohnviertel nach Süden

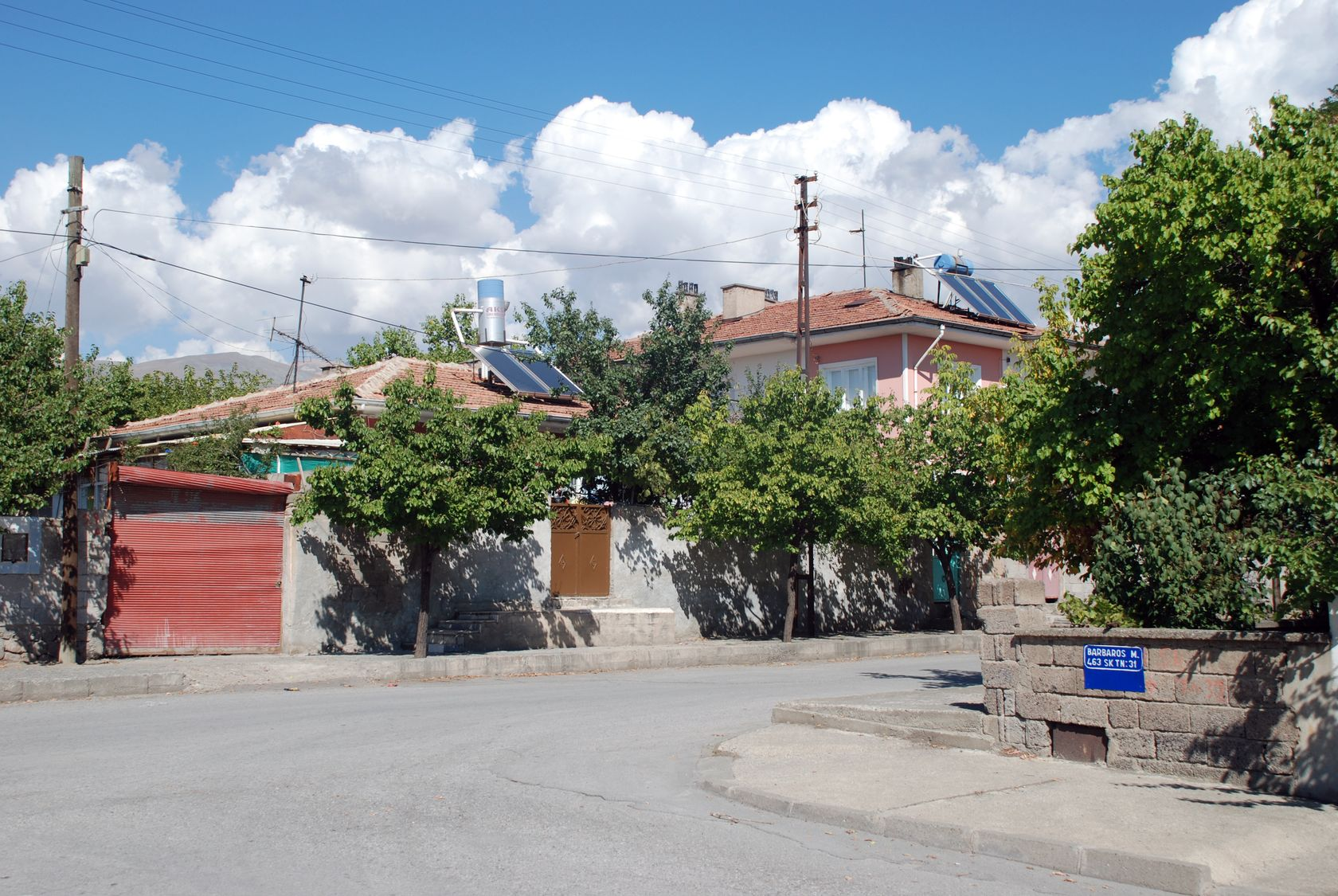
Weitläufige Wohngebiete im Norden

Vermutlich Ende des 17. Jahrhunderts verlagerte sich die Handelsroute zwischen dem westlichen Kleinasien und Persien weiter nach Norden, wodurch Erzincan seine Bedeutung verlor und ein großer Teil der Bevölkerung wegzog. Ende des 19. Jahrhunderts erfuhr die Stadt erneut einen Aufschwung, als das zuvor in Erzurum stationierte Hauptquartier einer türkischen Armeeeinheit hierher verlagert wurde.
Zu Beginn des 20. Jahrhunderts war die Gegend auch von Armeniern bewohnt, die um 1915 ermordet oder vertrieben wurden. Ab den Sommermonaten des Jahres 1915 bis Januar 1918 war Erzincan von russischen Truppen unter General Judenitsch besetzt. Oberst Kâzım Karabekir wurde zum Kommandeur des ersten kaukasischen Armeekorps der Osmanischen Armee ernannt. Nach dem Abzug der russischen Armee infolge der russischen Revolution wurde Erzincan im Februar 1918 durch die Osmanen wieder eingenommen.
Nach dem Ende des Zweiten Weltkriegs wurde die Stadt zur Garnison ausgebaut, ohne dass nennenswerte Industrie angesiedelt wurde. Ab 1960 und verstärkt um 1970 wanderten viele Einwohner nach Mitteleuropa aus. 1985 lebten etwa 85.000 Menschen in der Stadt und 139.000 in der Provinz. Bei einem Anteil der städtischen Bevölkerung von unter 40 Prozent war die Infrastruktur der Provinz agrarisch-ländlich geprägt. Bei Bevölkerungszahlen von 102.173 in der Stadt und 149.422 im Landkreis (2010) hat der Anteil der Stadtbewohner geringfügig zugenommen.

### Erdbebenrisikogebiet
Erzincan gehört zu den Regionen mit dem höchsten Erdbebenrisiko (Gefahrenzone 1) in der Türkei. 1047 wurde die Stadt vollständig zerstört. Vom 15. bis zum 19. Jahrhundert gab es mehrere schwere Erdbeben mit Todesopfern in fünfstelligen Zahlen. Das größte Erdbeben in der Türkei im 20. Jahrhundert ereignete sich am 27. Dezember 1939 mit einer Stärke von 7,8 Mw. Dabei starben 32.958 Menschen, etwa 100.000 wurden verletzt und 116.720 zerstörte Gebäude wurden gezählt. Die Stadt wurde danach einige Kilometer nordwestlich neu aufgebaut und der frühere Ort Eski Erzincan („Alt-Erzincan“) ist seitdem verlassen. Weitere Erdbeben in den folgenden Jahrzehnten richteten überwiegend nur geringe Schäden an.
Am 13. März 1992 wurden 653 Tote bei einem weiteren Erdbeben der Stärke 6,7 Mw gezählt. Tausende waren danach obdachlos. Aus dem Jahr 1975 existiert eine Bauvorschrift, wonach für Gebäude in der Gefahrenzone 1 als Vorsichtsmaßnahme vor künftigen Erdbeben maximal zwei Stockwerke über dem Kellergeschoss zulässig sind. Laut einer Untersuchung nach dem Erdbeben von 1992 wurde die zulässige Stockwerkshöhe bei zahlreichen Häusern, auch bei öffentlichen Gebäuden überschritten.

### Eski Erzincan
Die Überreste der früheren Stadt liegen in der Nähe des Flughafens an der Straße nach Cağlayan. Die Stadtmauer, für deren Unterhalt bis zum 16. Jahrhundert gesorgt wurde, umschloss eine Fläche von etwa 200 × 150 Metern. Einzelne kurze Abschnitte in geringer Höhe lassen ihre Lage erkennen. An der Südwestecke blieb ein sechseckiger Wehrturm bis zur ersten Etage aufrecht stehen, 20 Meter nördlich ist ein großes Torgebäude aus osmanischer Zeit ebenfalls erhalten. Zwei breite Hamame mit flachen Kuppeldächern stehen in 50 Meter Abstand zwischen Gemüsefeldern. Eine weitere Gebäuderuine wird als Madrasa angesprochen. Die beiden Hamame und die Madrasa werden derzeit (2018) restauriert. Das eine wird zu einem Museum umgebaut, das andere soll gemäß seinem ursprünglichen Zweck als Bad dienen.

## Stadtbild
Durch die verheerenden Erdbeben im 20. Jahrhundert blieben keine älteren Gebäude und Sehenswürdigkeiten erhalten. Das Stadtbild ist geprägt durch in einem rechtwinkligen Raster angelegte Wohnquartiere, die von einigen Hauptstraßen und einem Gitter von Verbindungsstraßen erschlossen werden. Nur entlang der Hauptgeschäftsstraße und einer Parallelstraße wurden drei- bis maximal viergeschossige Wohnblocks mit Ladenzeilen im Erdgeschoss errichtet. Ansonsten überwiegen mit einer Ausnahme – den Bauvorschriften entsprechend – in der gesamten Stadt mit Ziegelwalmdächern gedeckte zweigeschossige Einfamilienhäuser oder Reihenhäuser für mehrere Parteien.
Hauptgeschäftsstraße ist die frühere Ortsdurchfahrt Sivas Erzurum Yolu, der Bahnhof liegt einen Kilometer entfernt am südlichen Ortsrand. In Bahnhofsnähe befindet sich ein nach 2000 errichtetes weitläufiges Neubaugebiet, dessen uniforme Wohnblocks eine Höhe von fünf Stockwerken erreichen. Ein neuer Busbahnhof etwa drei Kilometer östlich der Stadt war 2012 fertiggestellt. Der Binali Yıldırım-Busbahnhof hat eine Kapazität von 3 Millionen Passagieren pro Jahr und wurde auf einer Fläche von 35.000 m² errichtet.
Das Geschäftszentrum mit Läden für Waren des täglichen Bedarfs befindet sich zusammen mit einem offenen Lebensmittelmarkt im Zentrum der Stadt. Hierzu gehören auch Metall verarbeitende Kleinbetriebe und Fachgeschäfte für landwirtschaftliche Geräte. Nach Norden dehnen sich bis zum Ende der Talsohle weitläufige flache Wohngebiete des Mittelstands aus. In einem Viertel zwischen Hauptstraße und Bahnlinie im Südwesten verstecken sich hinter Mauern Billigbauten der Unterschicht. Weiter südlich produziert eine Zuckerfabrik. Auf einem Gelände südlich vom Bahnhof brennt eine Ziegelei in den Kammern eines etwa 50 Meter langen Ofengebäudes.
Die Erzincan Binali Yıldırım Üniversitesi ist eine im März 2006 eröffnete Universität mit ungefähr 22.000 Studenten. Es gibt Fakultäten unter anderem für Bildungswissenschaften, Medizin und Sozialwissenschaften.

## Wirtschaft
Eine Spezialität von Erzincan ist der Tulum Peyniri-Käse, der von Bauern in Fabriken hergestellt wird. Ferner wird in der Provinz Erzincan Honig produziert. Eine lange Tradition hat Erzincan bei der Verarbeitung von Kupfer zu Gebrauchsgegenständen und zu teils aufwendig verzierten kunsthandwerklichen Objekten, die in zahlreichen Werkstätten erfolgt. Seit den 1950er Jahren hat die Verarbeitung von Kupfer stark zugenommen. Beim Zensus von Industrie- und Handwerksbetrieben 1980 gab es in Erzincan 243 metallverarbeitende Betriebe mit zehn oder mehr Arbeitskräften, ein großer Teil davon verarbeitete Kupfer.

## Klima
Erzincan hat ein Kontinentalklima. Die Sommer sind warm bis heiß und trocken. Die Winter sind rau und schneereich. Der meiste Niederschlag fällt im Frühjahr. Die Jahresniederschlagssumme beträgt rund 374 mm und die Jahresmitteltemperatur liegt bei 11,5 °C. Kältester Monat ist der Januar mit durchschnittlich −1,9 °C im Mittel, wärmste Monate sind der Juli und August mit über 24 °C im Mittel.
|                        | Jan  | Feb  | Mär   | Apr   | Mai   | Jun  | Jul  | Aug  | Sep  | Okt  | Nov  | Dez  |   |       |
| Mittl. Temperatur (°C) | −1,9 | −0,3 | 5,3   | 11,0  | 15,7  | 20,5 | 24,3 | 24,5 | 19,6 | 13,2 | 5,7  | 0,5  | ⌀ | 11,6  |
| Mittl. Tagesmax. (°C)  | 2,8  | 4,8  | 10,9  | 17,3  | 22,7  | 27,9 | 32,4 | 33,0 | 28,1 | 20,7 | 12,0 | 5,1  | ⌀ | 18,2  |
| Mittl. Tagesmin. (°C)  | −5,7 | −4,3 | 0,5   | 5,5   | 9,5   | 13,4 | 16,7 | 16,8 | 12,0 | 7,0  | 0,9  | −3,1 | ⌀ | 5,8   |
|                        |      |      |       |       |       |      |      |      |      |      |      |      |   |       |
| Niederschlag (mm)      | 26,3 | 29,7 | 45,5  | 54,2  | 57,2  | 25,2 | 14,1 | 6,6  | 17,5 | 41,9 | 36,2 | 25,7 | Σ | 380,1 |
|                        |      |      |       |       |       |      |      |      |      |      |      |      |   |       |
| Sonnenstunden (h/d)    | 3,0  | 4,3  | 4,7   | 5,6   | 6,8   | 8,8  | 9,5  | 8,9  | 7,7  | 6,1  | 4,3  | 2,9  | ⌀ | 6,1   |
|                        |      |      |       |       |       |      |      |      |      |      |      |      |   |       |
| Regentage (d)          | 8,87 | 9,30 | 12,10 | 14,43 | 15,30 | 9,20 | 4,03 | 3,47 | 5,20 | 9,23 | 7,70 | 9,17 | Σ | 108   |

| −5,7 |

| −4,3 |

| 0,5 |

| 5,5 |

| 9,5 |

| 13,4 |

| 16,7 |

| 16,8 |

| 12,0 |

| 7,0 |

| 0,9 |

| −3,1 |

| −5,7 |

| −4,3 |

| 0,5 |

| 5,5 |

| 9,5 |

| 13,4 |

| 16,7 |

| 16,8 |

| 12,0 |

| 7,0 |

| 0,9 |

| −3,1 |

## Söhne und Töchter der Stadt
- Soghomon Tehlirian (1897–1960), bekannt für die Tötung von Talât Pascha
- Yıldırım Akbulut (1935–2021), Ministerpräsident der Türkei
- Ali Ekber Çiçek (1935–2006), Sänger und Bağlama-Spieler
- Edibe Sulari (1953–1993), Sängerin
- Oya Aydoğan (1957–2016), Schauspielerin
- Hasan Ali Mete (* 1966), Schauspieler
- Nezahat Gündoğan (* 1968), Regisseurin, Drehbuch- und Buchautorin
- Özcan Çetinkaya (* 1968), Boxsportler
- Arzu Şahin (* 1978), Sängerin
- Sibel Arslan (* 1980), Schweizer Politikerin
- Uğur Ümit Üngör (* 1980), Forscher über Völkermord und Massengewalt
- Erman Kılıç (* 1983), Fußballspieler
- Oğuzhan Koç (* 1985), Sänger und Schauspieler
- İlyas Yalçıntaş (* 1989), Sänger
- Hamdi Ulukaya (* 1972), US-amerikanischer Unternehmer und Mäzen kurdisch-türkischer Herkunft